# Parapagurapseudopsis carinata
Parapagurapseudopsis carinata är en kräftdjursart som beskrevs av Silva-brum 1973. Parapagurapseudopsis carinata ingår i släktet Parapagurapseudopsis och familjen Pagurapseudidae. Inga underarter finns listade i Catalogue of Life.